# Oktanaccital
Oktanaccital liknar Fibonaccital, men istället för att börja med två förutbestämda termer, startar talföljden med åtta förutbestämda termer och varje term efteråt är summan av de åtta föregående termerna.
De första oktanaccitalen är:
0, 0, 0, 0, 0, 0, 0, 1, 1, 2, 4, 8, 16, 32, 64, 128, 255, 509, 1016, 2028, 4048, 8080, 16128, 32192, 64256, 128257, 256005, 510994, 1019960, 2035872, 4063664, 8111200, 16190208, 32316160, 64504063, 128752121, 256993248, 512966536, 1023897200, 2043730736, … (talföljd A079262 i OEIS)